# Rod McKuen
Rodney Marvin McKuen (Oakland (Californië), 29 april 1933 – Beverly Hills, 29 januari 2015) was een Amerikaanse dichter, singer-songwriter, componist en acteur. Eind jaren zestig en begin jaren zeventig was hij de populairste en bestverkochte dichter in Amerika.

## Beginjaren
McKuen liep op jeugdige leeftijd weg van huis en zwierf enige tijd langs de Amerikaanse westkust. Hij begon zijn carrière in 1950, op zestienjarige leeftijd, als diskjockey in Oakland; Hij kreeg een eigen radioprogramma waarin hij platen draaide en zijn eigen gedichten voorlas. Hij ontdekte zijn schrijverstalent, belandde in de journalistiek, en begin jaren vijftig was hij verslaggever in de Koreaanse Oorlog. Hij begon liedjes te schrijven in 1953. Hij ging in San Francisco wonen en vergaarde bescheiden bekendheid als beat poet en folkzanger. Zijn eerste dichtbundel And Autumn Came verscheen in 1954. Zijn eerste gedichten las hij voor met Jack Kerouac en Allen Ginsberg in San Francisco's Jazz Cellar. In 1956 verscheen zijn eerste lp Songs for a lazy afternoon. Eind jaren vijftig had hij als acteur een bijrol in een paar films, Rock Pretty Baby (1956), Summer Love (1958) en Wild Heritage (1958). In 1959 vestigde hij zich in New York, waar hij muziek ging componeren voor het tv-programma The CBS Workshop. Zijn volgende lp-albums in verschillende genres, met popballads (Alone after dark, 1960), rock-'n-roll (Mr. Oliver Twist, 1961) en gesproken woord (Time of desire, Beatsville), werden uitgebracht bij platenmaatschappij Decca.
In 1961 had hij een hitsingle in Amerika getiteld "Oliver Twist". McKuens zangstem was aanvankelijk tenor, maar toen hij ging toeren om het nummer te promoten, vernielde hij zijn stem, die definitief veranderde. Hierdoor kreeg hij zijn karakteristieke lage en hese stem.

## Jacques Brel
Begin jaren zestig reisde hij lange tijd door Frankrijk waar hij persoonlijk kennis maakte met diverse chansonniers. Hij maakte Engelse vertalingen van het werk van onder meer Gilbert Bécaud en Jacques Brel. Van die laatste werden onder meer If you go away (Ne me quitte pas) en Seasons in the sun (Le moribond) succesvol in het Engelse taalgebied.  Diegenen die vertrouwd waren met Brels origineel hadden vaak moeite om die versie in de Engelse bewerkingen terug te herkennen. In elk geval was het onderwerp veranderd: Brel zong 'Ik wil dat ze dansen als ze mij in het gat gooien', McKuen maakte er van 'We had joy, we had fun, we had seasons in the sun, but the wine and the song, like the seasons are all gone'.

## Dichter en singer-songwriter
Halverwege de jaren zestig toen hij terug was in Amerika werd hij steeds populairder als singer-songwriter en als dichter. In 1966 bracht hij een nieuwe dichtbundel uit, Stanyan Street & Other Sorrows, die een groot succes werd, en meer dichtbundels volgden. Vooral in Amerika waren zijn gedichten enorm populair. Listen to the Warm uit 1968 is de best verkochte dichtbundel aller tijden. In deze bundel staat ook zijn beroemde gedicht A Cat Named Sloopy. In zijn poëzie behandelde hij vooral de thema's liefde, eenzaamheid, spiritualiteit, dieren en de natuur.
McKuen ontving voor zijn gedichten de Brandeis University Literary Trust Prize en de Carl Sandburg Award. Hij schreef in de loop der jaren ongeveer 30 dichtbundels waarvan er in totaal 60 miljoen exemplaren werden verkocht. Zijn boeken werden vertaald in 30 talen. Hij werd hiermee een van de populairste dichters aller tijden.
Hij was een cultureel fenomeen. In 1970 was hij inmiddels multimiljonair. Maar ondanks zijn populariteit werden zijn gedichten door critici en academici niet serieus genomen. Op het hoogtepunt van zijn populariteit, in 1969, noemde het Newsweek tijdschrift hem de "King of Kitch". Intussen had hij ook steeds meer succes als zanger, singer-songwriter en soundtrackcomponist.
Eind jaren zestig richtte hij zijn eigen platenlabel op, Stanyan Street Records. Zijn succesvolste jaren waren 1968 t/m 1971. Zijn meeste succesvolle album was Rod McKuen at Carnegie Hall (1969).
Hij schreef ook soundtracks voor films waardoor liedjes als Jean, A Boy Named Charlie Brown en Joanna hits werden.
Hij schreef onder meer de soundtrack van de Walt Disney film Scandalous John (1971) met het nummer Pastures Green.
Hij ontving een Academy Award nominatie voor The Prime of Miss Jean Brodie en A Boy Named Charlie Brown.
Zijn album Lonesome Cities won een Grammy Award voor beste gesproken woord album van 1968. 
Uiteindelijk heeft Rod McKuen meer dan 200 albums uitgebracht en meer dan 1500 liedjes geschreven. Veel door McKuen geschreven nummers werden met veel succes gezongen door andere populaire zangers, o.a. Johnny Cash, Perry Como, Henry Mancini, Waylon Jennings, Petula Clark en Glenn Yarbrough. Frank Sinatra nam in 1969 een compleet album op met door McKuen geschreven nummers, waaronder Love's been good to me.
Van 1967 tot 1975 maakte hij een aantal albums met Anita Kerr en de San Sebastian Strings, waarvan met name The Sea, The Earth en The Sky succesvol waren in Amerika.
Kenmerkend voor McKuens uiterlijke verschijning was zijn geblondeerde haar en het feit dat hij altijd op gymschoenen liep.
Een van zijn beroemdste uitspraken was : "It doesn't matter who you love, or how you love, but that you love" (Het maakt niet uit wie je liefhebt, of hoe je liefhebt, maar dat je liefhebt).

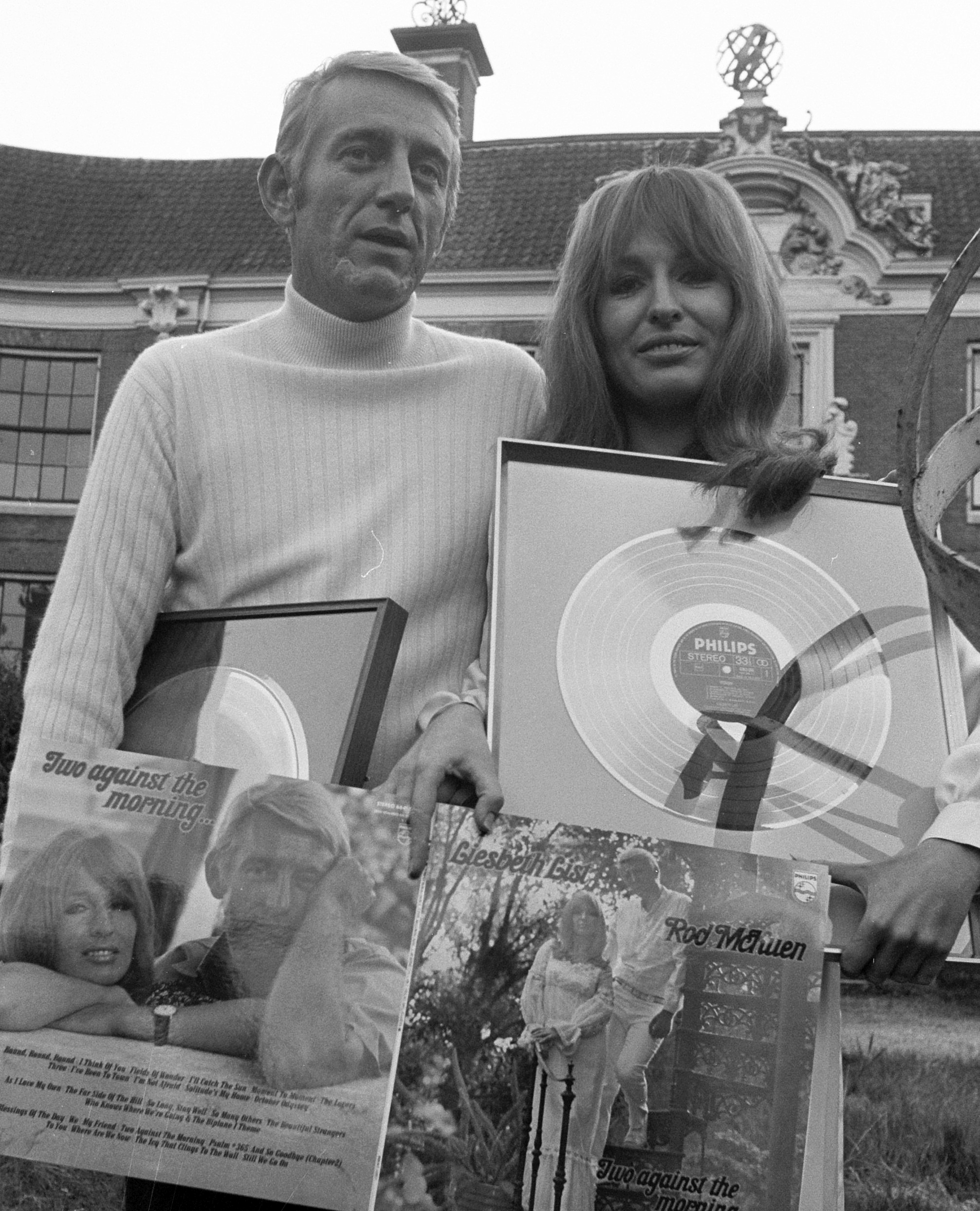
McKuen en Liesbeth List presenteren hun gezamenlijke dubbelalbum in Baarn, september 1972

## Populair in Nederland
Het eerste optreden van Rod McKuen in Nederland was tijdens het Grand Gala du Disque in 1964, in het Amsterdamse Concertgebouw, waarbij hij een paar witte duiven losliet na afloop van een lange solo op een Spaanse gitaar.
In 1971 werd hij ineens razend populair in Nederland, mede door zijn optreden in het tv-programma Voor de vuist weg van Willem Duys. In de Veronica Top 40 had hij achter elkaar twee nummer 1-hits, eerst met het anti-oorlogslied Soldiers Who Want to Be Heroes en daarna met Without a Worry in the World; in de Daverende Dertig behaalde Without a Worry in the World (gecomponeerd op de melodie van het nummer 'Le Métèque' van de Franse chansonnier Georges Moustaki) een nummer 2-notering. Speciaal voor Nederland werd het verzamelalbum Greatest Hits Vol. 3 uitgebracht. Deze lp stond wekenlang op de 1e plaats van de LP top 50. Op 17 oktober 1971 nam hij het album The Amsterdam Concert op, een registratie van zijn liveoptreden in het Concertgebouw.
Zijn dichtbundel Listen to the Warm werd in  1971 in Nederland uitgebracht onder de titel Liefde in Woorden, een vertaling van Cees Nooteboom.
In 1972 werkte hij samen met Liesbeth List. Samen namen zij een Engelstalig dubbelalbum op, getiteld Two Against The Morning,  echter zonder noemenswaardig succes.
Op 26 februari 1972 trad hij nog een keer op tijdens het Grand Gala du Disque in het Amsterdamse RAI Congrescentrum. Op 21 september 1972 gaf hij een concert in de Jaarbeurscongreszaal in Utrecht. En op 23 september gaf hij een nachtconcert in het Concertgebouw dat om middernacht begon.
Tot in 1980 was de Internationale Rod McKuen Fanclub gevestigd in Amsterdam.

## Latere jaren
Ook in de jaren zeventig bleef hij jaarlijks dichtbundels en soloalbums uitbrengen, zoals New Ballads (1970), Pastorale (1971), Odyssey (1972) en Goodtime Music (1975), en de dichtbundels Fields of Wonder (1971) en And to Each Season (1972). In 1976 componeerde hij de soundtrack van de Engelse film Emily. In 1977 had hij een Europese hit met het nummer Amor van het disco album Slide Easy In.  
Daarnaast bleef hij poëzie uitbrengen. Maar de dichtbundels die hij schreef in de latere jaren zeventig vonden minder aftrek. Zijn grote succes was voorbij.
In 1973 wijzigde McKuen radicaal van uiterlijk. Hij blondeerde zijn haar niet meer en hij liet een baard staan.
Hij schreef in 1976 het autobiografische boek Finding my father, over de zoektocht naar zijn vader.
In 1982 onthulde hij dat hij als kind was mishandeld en seksueel misbruikt door een oom en tante.
Vanaf 1982 werd McKuens leven getekend door een klinische depressie waardoor zijn productiviteit sterk afnam. Hij nam afscheid van het podium, zijn laatste concert was in 1981. Hij schreef nog wel een aantal dichtbundels in de jaren tachtig. Hij leidde jarenlang een teruggetrokken bestaan maar maakte eind jaren negentig dankzij Prozac en tientallen McKuen-fansites die hij op het internet ontdekte een voorzichtige comeback.
In 1998 kreeg hij nog onverwachte credits op het nummer Drowned World/Substitute For Love van Madonna. Zij gebruikte namelijk een korte sample van zijn song Why I follow the tigers in het openingsnummer van haar succesalbum Ray of Light.
In 2001 bracht hij weer een dichtbundel uit, A Safe Place to Land, dat 160 pagina's met nieuwe gedichten bevat.
Rod McKuen was terug in Nederland op 10 en 11 december 2005 voor een optreden in de Jaarbeurs Utrecht, en op 24 mei 2009 voor een eenmalig concert in Theater Carré Amsterdam.
Hij overleed in een zorgcentrum in Beverly Hills waar hij werd behandeld voor een longontsteking. Hij was al een aantal weken ziek. McKuen werd begraven aan het Westwood Village Memorial Park Cemetery.
McKuen heeft een ster op de Hollywood Walk of Fame.

## Persoonlijk leven
McKuen was homoseksueel, maar hij heeft zich nooit helemaal openlijk uitgesproken over zijn seksuele geaardheid. Hij was altijd vaag wanneer hem werd gevraagd naar zijn romantische betrekkingen. Hij weigerde om zich te identificeren als homo-, hetero- of biseksueel. Hij heeft gezegd dat hij zich aangetrokken voelde tot vrouwen en mannen. 
Hij beweerde dat hij de vader was van twee kinderen, Jean-Marc en Marie-France, beiden geboren in de jaren zestig, die opgroeiden in Parijs met hun Franse moeder. Maar volgens biograaf Barry Alfonso was dit hoogstwaarschijnlijk een verzinsel.
McKuen woonde vanaf eind jaren zestig tot aan zijn dood in een groot huis in Beverly Hills, samen met zijn huisgenoot/partner Edward Habib die in een aparte vleugel van het huis woonde, en vier katten, en met een zeer omvangrijke platencollectie, een van de grootste particuliere platenverzamelingen ter wereld.
McKuen was al vanaf de jaren vijftig regelmatig activist in de homobeweging. Hij gaf in de jaren zeventig benefietconcerten (in Miami en in homodiscotheken in New York en Los Angeles) ten bate van de homobeweging. In 1977 maakte hij het homo-erotische disco-album Slide Easy In. Hij nam ook deel aan fondsenwerving om aids-onderzoek te financieren.

### Dichtbundels
- ...And Autumn Came (1954)
- Stanyan Street & Other Sorrows (1966)
- Listen to the Warm (1967)
- Lonesome Cities (1968)
- In Someone's Shadow (1969)
- Caught in the Quiet (1970)
- Twelve Years of Christmas (1970)
- Fields of Wonder (1971)
- The Carols of Christmas (1971)
- And to Each Season (1972)
- Moment to Moment (1972)
- Come to Me in Silence (1973)
- Beyond the Boardwalk (1975)
- The Sea Around Me... (1975)
- Celebrations of the Heart (1975)
- Coming Close to the Earth (1978)
- We Touch the Sky (1979)
- An Outstretched Hand (1980)
- Looking for a Friend (1980)
- The Power Bright & Shining (1980)
- Book of Days and a Month of Sundays (1981)
- Too Many Midnights (1981)
- The Sound of Solitude (1983)
- Watch For the Wind (1983)
- Suspension Bridge (1984)
- Intervals (1986)
- A Safe Place to Land (2001)
- Rusting in the Rain (2004)

### Proza
- Finding My Father (1976)

## Discografie

### Albums met zang
- Songs for a lazy afternoon (1956)
- Anywhere I Wander (1958)
- Lonely Summer (1959)
- Alone after Dark (1960)
- Mr. Oliver Twist (1961)
- Stranger in Town (1961)
- New Sounds in Folk Music (1963)
- There's a Hoot Tonight (1963) (With the Horizon Singers)
- Rod McKuen Sings Rod McKuen (1964)
- Rod McKuen Sings Folk (With the Horizon Singers) (1964)
- Sings His Own (1965)
- Other kinds of songs (1966)
- The Loner and 13 Other Songs of Love and Loneliness (1966)
- In a Lonely Place (1967) [heruitgave van "Stranger in Town"]
- Through European Windows (1967)
- The Beautiful Strangers (1967)
- Rod McKuen Sings Jacques Brel (1968)
- The Single Man (1968)
- 20 New Rod McKuen Songs
- Very Warm (1968) [heruitgave van "Alone After Dark"]
- The Rod McKuen Folk Album (1968) [opnamen uit 1963 & 1964]
- Bits and Pieces (1968)
- New Ballads (1970)
- Pastorale (1971)
- The Rod McKuen Show (1971)
- Pastures Green (1971)  [opnamen uit 1965 t/m 1971]
- New Carols for Christmas - The Rod McKuen Christmas Album (1971)
- Blessings in Shades of Green
- Soldiers Who Want to Be Heroes... (1972)
- A Portrait of Rod McKuen (1972)
- Rod (1972) [opnamen uit 1963 t/m 1972]
- About Me (1972)
- Odyssey (1972)
- Cycles (1973)
- Alone (1974)
- Sleep Warm (1975)
- Goodtime Music (1975)
- McKuen Country (1976)
- Slide Easy In (1977)
- Rod McKuen '77 (1977)
- More Rod '77 (1977)
- The Black Eagle - A Gothic Musical  (1978)
- For Friends and Lovers (1978)
- Roads (1979)
- Turntable (1980)
- Global into the Eighties (1981)
- Someone to Watch Over Me (1981) [Coveralbum]
- After Midnight (1982)

### Albums met gesproken woord
- Time of Desire (1958)
- Beatsville (1959)
- The Sounds of Day, The Sounds of Night
- Rod McKuen Takes a San Francisco Hippie Trip (1967)
- In Search of Eros (1968)
- Listen to the Warm (1967)
- Lonesome Cities (1968)
- In the Beginning (1970) [Gedeeltelijke heruitgave van Time of Desire]
- Desire has no special time (1971) [Gedeeltelijke heruitgave van Time of Desire]
- The Word (1971)
- Speaking of Love (1994)

### Film Soundtracks
- Joanna (1968)
- A Boy Named Charlie Brown (1969)
- The Prime of Miss Jean Brodie (1969)
- Scandalous John (1971)
- The Borrowers (1974)
- Emily (1976)
- The Unknown War (1978)

### Klassiek
- Something Beyond (1967)
- Concerto no. 1 for Four Harpsichords and Orchestra (1968)
- Symphony No. 1 in 4 Movements "All Men Love Something" (1970)
- Concerto for Guitar and Orchestra - 5 Orchestral Pieces
- Written in the Stars (Conducted by Dick Jacobs) (1971)
- Concerto No. 3 for Piano & Orchestra (1972)
- McKuen Conducts McKuen (1972)
- Plains of My Country / Seascapes (1975)

### Live
- Rod McKuen in Concert - Recorded in Live Performance
- Rod McKuen at Carnegie Hall (1969)
- Live in London ! (1970)
- Grand Tour (1971)
- Rod McKuen in Concert
- The Amsterdam Concert (1972)
- Grand Tour Vol. 3 (1972)
- Back to Carnegie Hall (1973)
- Rod McKuen Live ! At the Sydney Opera House (1974)
- The Concert Collection 1, Live in South Africa (1975)

### Verzamel
- The Best of Rod McKuen (1969)
- Greatest Hits Vol. 1 (1969)
- Greatest Hits Vol. 2 (1970)
- Greatest Hits Vol. 3 (1971)
- Have a Nice Day (1972)
- Greatest Hits Vol. 4 (1973)
- Greatest Hits! (1973)
- Seasons in the Sun Vol. 1 & 2 (1972) [opnamen uit 1965 & 1967]
- Try Rod McKuen in the Privacy of Your Own Home (1970)
- Early Harvest (1995)
- If You Go Away - The RCA Years 1965-1968 (2007)
- Greatest Hits - Platinum Collection   (2011)

### Met Anita Kerr & San Sebastian Strings
- The Sea (1967)
- The Earth (1967)
- The Sky (1968)
- Home to the Sea (1969)
- For Lovers (1969)
- The Soft Sea (1970)
- Winter (1972)
- Summer (1973)
- With Love... (1975)

### Met Greta Keller
- An Evening in Vienna (1971)

### Met Liesbeth List
- Two Against the Morning (1972)

## Hitnoteringen

### Nederlandse Album Top 100
| Album met eventuele hitnotering(en) in de Nederlandse Album Top 100 | Datum van verschijnen | Datum van binnenkomst | Hoogste positie | Aantal weken | Opmerkingen |
| ------------------------------------------------------------------- | --------------------- | --------------------- | --------------- | ------------ | ----------- |
| Greatest Hits vol. 3                                                | 1971                  | 6-11-1971             | 1               | 17           |             |

### Nederlandse Top 40
| Single met eventuele hitnotering(en) in de Nederlandse Top 40 | Datum van verschijnen | Datum van binnenkomst | Hoogste positie | Aantal weken | Opmerkingen                  |
| ------------------------------------------------------------- | --------------------- | --------------------- | --------------- | ------------ | ---------------------------- |
| Soldiers who want to be heroes                                |                       | 28-8-1971             | 1               | 17           | #1 in de Daverende Dertig    |
| Without a worry in the world                                  |                       | 30-10-1971            | 1               | 12           | #2 in de Daverende Dertig    |
| They're playing our song                                      |                       | 4-3-1972              | 20              | 3            | #29 in de Daverende Dertig   |
| Amor                                                          |                       | 15-4-1978             | 10              | 7            | #9 in de Nationale Hitparade |

### NPO Radio 2 Top 2000
| Nummer met noteringen in de NPO Radio 2 Top 2000 | '99  | '00  | '01  | '02  | '03  | '04  | '05  | '06  | '07  | '08  | '09  | '10  |
| ------------------------------------------------ | ---- | ---- | ---- | ---- | ---- | ---- | ---- | ---- | ---- | ---- | ---- | ---- |
| Soldiers Who Want to Be Heroes                   | 1221 | 1524 | 1652 | 1603 | 1522 | 1306 | 1352 | 1184 | 1630 | 1380 | 1921 | 1928 |

1. ↑  Een vetgedrukt getal geeft de hoogste notering aan.
2. ↑  Deze tabel is bijgewerkt tot en met de laatste editie (2024).